# Sonny Burke

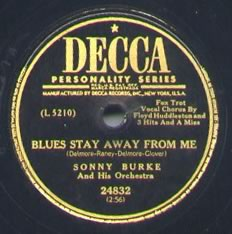
78er „Blues Stay Away from Me“ - Sonny Burke & His Orchestra

Sonny Burke (* 22. März 1914 in Scranton (Pennsylvania) als Joseph Francis Burke; † 31. Mai 1980 in Santa Monica) war ein US-amerikanischer
Jazz-Pianist, Keyboarder, Bandleader, Arrangeur und Komponist.

## Leben und Wirken
Sonny Burke graduierte 1937 an der Duke University, wo er eine Campus-Band leitete. Nach seinem Studium arbeitete er mit einem Ensemble auf einem Ozeandampfer. Er wirkte dann als Arrangeur für verschiedene Orchester, u. a. für Xavier Cugat, Buddy Rogers und Joe Venuti. 1938 übernahm er in New York City die Band von Sam Donahue, mit der 1939 und 1940 auf Tournee war; in den 1940er Jahren hatte er mehrmals verschiedene Bigbands. Daneben arbeitete er als Arrangeur für Charlie Spivak, Sam Donahue, Jimmy Dorsey (1942–1945).
Mitte der 1940er Jahre ging er nach Hollywood, wo er als Aufnahmeleiter für Decca Records arbeitete. Es entstanden dort auch Aufnahmen mit einer eigenen Band, die auch im Hollywood Palladium auftrat. Einen Hit-Erfolg hatte er in Kalifornien mit Mambo Jambo.  In seinen Orchestern spielten u. a. Musiker wie Milt Bernhart, Pete Candoli, Ray Conniff, Sam Donahue, Charlie Shavers und Si Zentner; seine Bandsängerin war Jo Ann Greer.
Im Jahr 1953 schrieb er für Peggy Lee  mit Paul Francis Webster das Titelstück ihres Albums Black Coffee; 1955 schrieb er mit Peggy Lee die Songs für den Disney-Film Susi und Strolch. Er wirkte außerdem an der Komposition des Lionel-Hampton-Titels  „Midnight Sun“ mit, für den Johnny Mercer den Text schrieb. 
In den 1950er Jahren arbeitete er als Arrangeur und Bandleader bei vielen Studioaufnahmen der Decca unter anderem mit Louis Armstrong und Ella Fitzgerald zusammen. Burke war dann musikalischer Leiter des Labels Reprise Records und als solcher für 
zahlreiche Alben von Frank Sinatra verantwortlich. Außerdem war er Orchesterleiter bei 
Aufnahmen von Ella Fitzgerald und Mel Tormé. 
Sonny Burke ist nicht zu verwechseln mit dem Keyboarder Reginald „Sonny“ Burke, der in den 1970er Jahren an Aufnahmen von Stanley Turrentine, John Handy und Dizzy Gillespie mitwirkte.

## Diskographische Hinweise
- Sonny Burke plays Mambos (1951)
- Sonny Burke and his Orchestra I & II (1951)
- The Sonny Burke-Don Elliott Six (ca. 1960)

## Lexigraphische Einträge
- Leonard Feather, Ira Gitler: The Biographical Encyclopedia of Jazz. Oxford University Press, New York 1999, ISBN 0-19-532000-X.